# Dee Bell

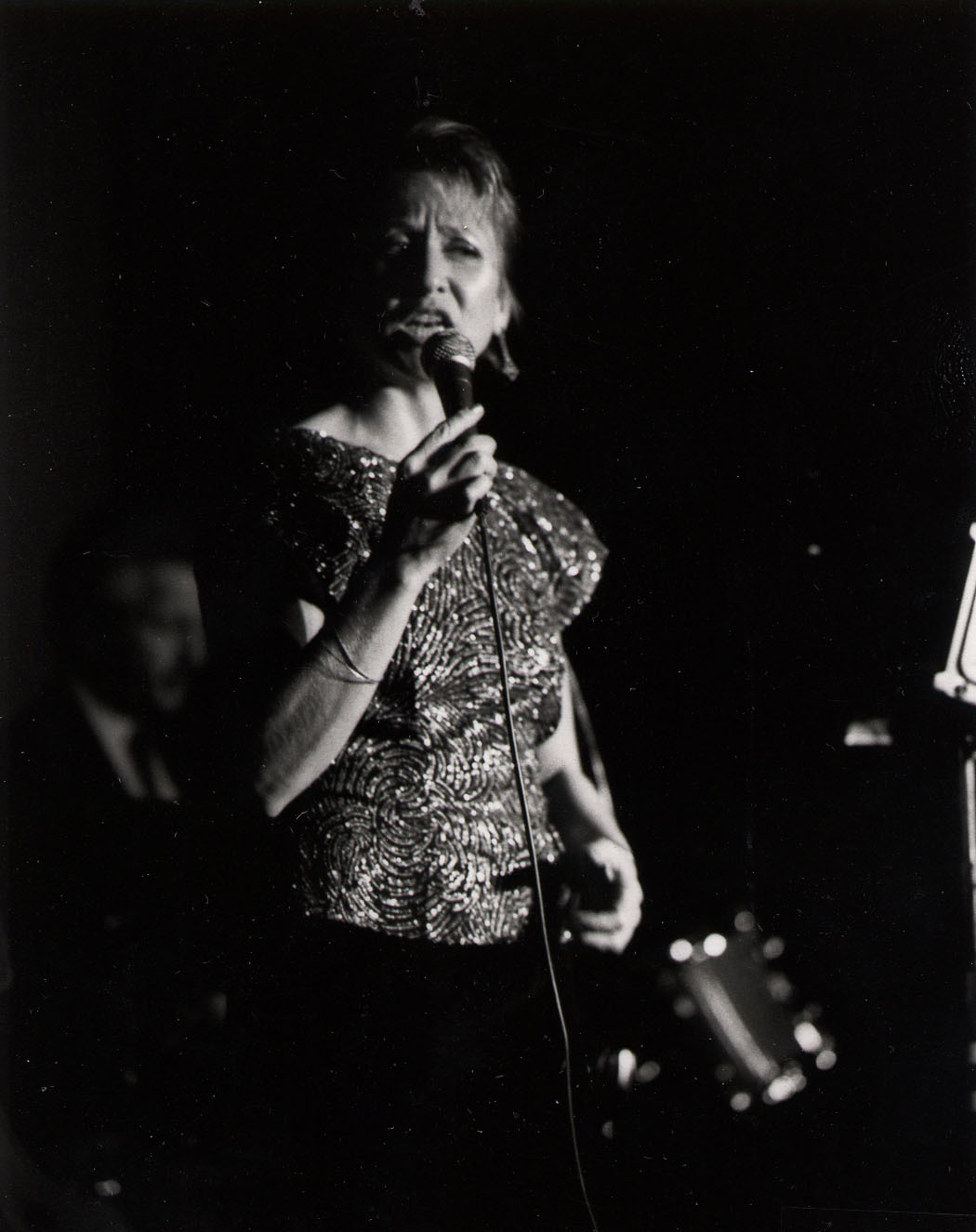
Dee Bell (1983)

Dee Bell (* 16. Juli 1950 in Fort Wayne, Indiana) ist eine US-amerikanische Jazzsängerin.
Dee Bell besuchte die Plainfield High School, wo sie Klarinette spielte und mit einem A-cappella-Trio auftrat. 1972 graduierte sie an der Indiana University Bloomington in Kunsterziehung. Später lebte sie in Bloomington, wo sie ein vegetarisches Restaurant führte. In den 1980er Jahren begann sie als Jazzsängerin in der San Francisco Bay Area aufzutreten; auf Concord Records erschienen dann zwei Alben von ihr. Bei dem ersten Let There Be Love (1983) wirkten u. a. Stan Getz und der Gitarrist Eddie Duran mit. In Begleitung von Tom Harrell und Musikern aus der Bay Area entstand 1985 das Album One by One.
Ihre Alben brachten ihr Anerkennung bei den Kritikern; der Down Beat wählte sie in seinen Polls der Jahre 1984 und 1985 zum “Talent Deserving Wider Attention.”  Leonard Feather besprach ihr Album in der Los Angeles Times. Gegenwärtig lebt sie in Mill Valley bei San Francisco und tritt in verschiedenen Ensembles und auch mit Bigbands auf.

## Diskographie
- One by One (Concord Jazz, 1985)
- Let There Be Love (Concord Jazz, 1983)